# Polo Urías
Leopoldo "Polo" Urías Ramírez (Ojinaga, Chihuahua; 15 de noviembre de 1954) es un cantante y compositor mexicano. Especializa en música regional mexicana; específicamente en el género norteño-sax. Es el líder de la agrupación Polo Urías y su Máquina Norteña.

## Inicios
Urías nació el 15 de noviembre de 1954, en Ojinaga, Chihuahua, México. Recuerda que cuando era muy pequeño, solía cantar mientras araba el campo con sus mulas.

## Carrera musical
La carrera profesional de Polo comenzó en 1975 como miembro fundador de la agrupación Los Jilgueros del Arroyo junto a sus hermanos, Israel, Alberto, Jesús, y Raúl. Polo era el bajista. En 1985, se unió a la agrupación Los Rieleros del Norte como el vocalista principal y bajista. También era compositor de algunas canciones. Su tiempo con dicho grupo terminó en 1994. Un año después, formó Polo Urías y su Máquina Norteña, siendo el vocalista principal y director, y también compositor ocasional; posiciones que ocupa en el grupo hasta el día de hoy.
Aunque reside en El Paso, Texas, la ciudad de Ojinaga lo ha honrado oficialmente por sus contribuciones. También ha impactado la ciudad de Odessa, Texas; llevando al ex alcalde, Larry Melton, a honrarlo con la llave de la ciudad y marcando cada 15 de noviembre como el "Día de Polo Urías".
Hoy en día, Polo Urías y su Máquina Norteña son populares en varias regiones de México y Estados Unidos.

## Vida personal
Urías tiene once hermanos. Sus hijos Aarón y Izaiah han sido el acordeonista y bajosextero, respectivamente de su grupo por varios años. Sus sobrinos Adolfo y Rubén son los líderes de sus propios grupos norteño-sax; Adolfo Urías y su Lobo Norteño, y Rubén Urías y sus Aliados de Ojinaga.
En 2007, Polo compró un autobús valuado a más de 250.000 dólares después de que su autobús anterior se quemó. El y su grupo se acababan de presentar en Utah e iban rumbo a otro concierto en Colorado cuando estando cerca de Española, Nuevo México, se incendió el motor trasero. Todos los miembros del grupo, incluyendo a Polo, estaban dormidos durante el incidente, pero lograron escapar ilesos gracias a un automovilista quien avisó al chofer del autobús, José Luis Ávila. En muy poco tiempo, el autobús entero quedó envuelto en llamas.
En agosto de 2020, Urías sufrió un caso severo de COVID-19 y pasó varios días en cuidados intensivos en un hospital de El Paso, Texas. A principios de 2021, Urías sufrió un segundo ataque de COVID-19. Al mismo tiempo, uno de sus hermanos, Jesús Urías, falleció.

## Discografía

#### Con Los Rieleros del Norte
- Corazón cerrado (1985)
- El regalito (1986)
- Nací cantando (1987)
- Copa sin vino (1988)
- Ya para que (1988)
- La golosa (1989)
- ...En gira internacional (1989)
- Castillo de ilusión (1990)
- Me lo contaron ayer (1991)
- A toda máquina (1991)
- Volando alto (1992)
- Pecado de amor (1992)
- Vías por conocer (1993)
- Peor que nada (1994)

#### Como Polo Urías y su Máquina Norteña
- Sigue la aventura (1995)
- Incontenible (1996)
- El campeon de campeones (1996)
- A todo vapor (1997)
- El número uno (1998)
- ¿A qué te supo? (1998)
- Mi historia (2000)
- De Chihuahua para ti (2001)
- Sin frenos (2002)
- Para mi raza (2003)
- En la cumbre (2004)
- Que barbaros (2005)
- En vivo - 30 aniversario (2005)
- Y... sigue la máquina dando (2006)
- A paso firme (2008)
- Sigo siendo el maestro (2009)
- Grandes recuerdos de cantina (2011)
- La madre de todas las máquinas (2013)
- Clásicas de ayer y siempre (2014)
- Así de plano (2021)
- Dos amigos 4 historias (2024) (EP acompañado de Milo Meléndez, otro exvocalista de Los Rieleros del Norte)